# 2016년 동계 청소년 올림픽
2016년 동계 청소년 올림픽(영어: 2016 Winter Youth Olympics, II Winter Youth Olympic Games, 노르웨이어: Vinter-OL for ungdom 2016)은 2016년 2월 12일부터 2월 21일까지 노르웨이 릴레함메르에서 열리는 동계 청소년 올림픽이다. 동계 청소년 올림픽으로는 제2회, 그리고 청소년 올림픽으로는 제4회 대회이며 릴레함메르는 1994년 동계 올림픽 이후 22년 만에 다시 한번 올림픽을 개최하게 되었다. 경기장은 1994년 동계 올림픽 당시에 사용된 경기장들을 활용했다.

## 개최지 선정
2016년 동계 청소년 올림픽 개최지 선정 후보로 있었던 도시는 릴레함메르가 유일했다. 노르웨이 올림픽 위원회는 국민과 지방 정부 측에 유치전 참가 논의를 해온 끝에 IOC에 후보 지원서를 제출했다. 하지만 마감 기한까지 유치 후보로 나선 도시는 릴레함메르 외에는 없었다. 릴레함메르는 1994년 동계 올림픽을 성공적으로 개최했고 2012년 동계 청소년 올림픽 유치에 나섰지만 후보가 되는 데에는 실패했었다. 릴레함메르 외에도 레이크플래시드(미국), 루체른(스위스), 사라고사(스페인), 소피아(불가리아)가 유치에 관심을 표명했지만 최종적으로 후보 지원서를 제출하지 않았다.
 2011년 12월 7일, 국제올림픽위원회는 2016년 동계 청소년 올림픽의 개최지로 릴레함메르를 공식 선정했다.

## 경기 종목
2016년 동계 청소년 올림픽에서 개최된 종목은 다음과 같다. 7개 종목에 15개의 세부 종목이 개최되었다.
- 노르딕 복합 (2)
- 루지 (4)
- 바이애슬론 (6)
- 봅슬레이 (2)
- 쇼트트랙 (5)
- 스노보드 (7)
- 스켈레톤 (2)
- 스키점프 (3)
- 스피드스케이팅 (7)
- 아이스하키 (4)
- 알파인스키 (9)
- 컬링 (2)
- 크로스컨트리 (6)
- 프리스타일 (6)
- 피겨스케이팅 (5)

## 참가국
2016년 동계 청소년 올림픽 참가국은 70개국에 달하며 아래 목록은 적어도 한 명 이상의 선수가 참여한 국가를 나열해 놓았다. 괄호 안의 숫자는 참가 자격을 가진 선수의 수를 뜻한다. 콜롬비아, 이스라엘, 자메이카, 케냐, 말레이시아, 포르투갈, 동티모르 7개국은 이번 대회를 시작으로 동계 청소년 올림픽에 처음 참가했다.
- 안도라 (2)
- 아르헨티나 (9)
- 아르메니아 (2)
- 오스트레일리아 (17)
- 오스트리아 (35)
- 벨라루스 (16)
- 벨기에 (9)
- 보스니아 헤르체고비나 (5)
- 브라질 (10)
- 불가리아 (12)
- 캐나다 (54)
- 칠레 (8)
- 중화인민공화국 (23)
- 콜롬비아 (1)
- 크로아티아 (8)
- 키프로스 (1)
- 체코 (43)
- 덴마크 (4)
- 에스토니아 (14)
- 핀란드 (42)
- 프랑스 (32)
- 조지아 (2)
- 독일 (44)
- 영국 (16)
- 그리스 (3)
- 헝가리 (15)
- 아이슬란드 (3)
- 인도 (1)
- 이란 (2)
- 아일랜드 (1)
- 이스라엘 (2)
- 이탈리아 (37)
- 자메이카 (1)
- 일본 (31)
- 카자흐스탄 (20)
- 케냐 (1)
- 키르기스스탄 (1)
- 라트비아 (14)
- 레바논 (2)
- 리히텐슈타인 (2)
- 리투아니아 (10)
- 룩셈부르크 (1)
- 마케도니아 공화국 (2)
- 말레이시아 (1)
- 멕시코 (2)
- 몰도바 (2)
- 모나코 (1)
- 몽골 (2)
- 몬테네그로 (2)
- 네팔 (1)
- 네덜란드 (13)
- 노르웨이 (73) (개최국)
- 뉴질랜드 (11)
- 폴란드 (21)
- 포르투갈 (1)
- 루마니아 (22)
- 러시아 (72)
- 산마리노 (1)
- 세르비아 (3)
- 슬로바키아 (33)
- 슬로베니아 (20)
- 남아프리카 공화국 (1)
- 대한민국 (31)
- 스페인 (6)
- 스웨덴 (39)
- 스위스 (48)
- 중화 타이베이 (4)
- 동티모르 (1)
- 튀르키예 (13)
- 우크라이나 (23)
- 미국 (62)

## 일정
| ● | 개막식 |  | 예선 결정전 | 1 | 순위 결정전 |  | 갈라쇼 | ● | 폐막식 |

| 2월            | 12 금 | 13 토 | 14 일 | 15 월 | 16 화 | 17 수 | 18 목 | 19 금 | 20 토 | 21 일 | 경기수 |
| -------------- | ----- | ----- | ----- | ----- | ----- | ----- | ----- | ----- | ----- | ----- | ------ |
| 개/폐막식      | ●     |       |       |       |       |       |       |       |       | ●     |        |
| 알파인스키     |       | 2     | 2     |       | 1     | 1     | 1     | 1     | 1     |       | 9      |
| 바이애슬론     |       |       | 2     | 2     |       | 1     |       |       |       | 1     | 6      |
| 봅슬레이       |       |       |       |       |       |       |       |       | 2     |       | 2      |
| 크로스컨트리   |       | 2     |       |       | 2     |       | 2     |       | 1     |       | 7      |
| 컬링           | ●     | ●     | ●     | ●     | ●     | 1     |       | ●     | ●     | 1     | 2      |
| 피겨스케이팅   |       | ●     | ●     | 2     | 2     |       |       |       | 1     |       | 5      |
| 프리스타일     |       |       | 2     | 2     |       |       |       | 1     | 1     |       | 6      |
| 아이스하키     | ●     | ●     | ●     | ●     | 1     |       | 1     | ●     | ●     | 2     | 4      |
| 루지           |       |       | 1     | 2     | 1     |       |       |       |       |       | 4      |
| 노르딕복합     |       |       |       |       | 1     |       |       |       |       |       | 1      |
| 쇼트트랙       |       |       | 2     |       | 2     |       |       |       | 1     |       | 5      |
| 스켈레톤       |       |       |       |       |       |       |       | 2     |       |       | 2      |
| 스키점프       |       |       |       |       | 2     |       | 1     |       |       |       | 3      |
| 스노보드       |       |       | 2     | 2     | 1     |       |       | 1     | 1     |       | 7      |
| 스피드스케이팅 |       | 2     |       | 2     |       | 1     |       | 2     |       |       | 7      |
| 총 경기        |       | 6     | 11    | 12    | 13    | 4     | 5     | 7     | 8     | 4     | 70     |
| 누적 경기      |       | 6     | 17    | 29    | 42    | 46    | 51    | 58    | 66    | 70    |        |
| 2월            | 12 금 | 13 토 | 14 일 | 15 월 | 16 화 | 17 수 | 18 목 | 19 금 | 20 토 | 21 일 | 경기수 |

## 메달 집계
금메달의 개수 순으로 가장 많이 획득한 국가를 10위까지만 표로 나타내었으며, 개최 국가인 노르웨이는 연보라색으로 따로 표시해 두었다.
  주최국 (노르웨이)
| 순위 | 국가                 | 금메달 | 은메달 | 동메달 | 합계 |
| ---- | -------------------- | ------ | ------ | ------ | ---- |
| 1    | 미국 (USA)           | 10     | 6      | 0      | 16   |
| 2    | 대한민국 (KOR)       | 10     | 3      | 3      | 16   |
| 3    | 러시아 (RUS)         | 7      | 8      | 9      | 24   |
| 4    | 독일 (GER)           | 7      | 7      | 8      | 22   |
| 5    | 노르웨이 (NOR)       | 4      | 9      | 6      | 19   |
| —    | 혼합팀*              | 4      | 4      | 5      | 13   |
| 6    | 스위스 (SUI)         | 4      | 3      | 4      | 11   |
| 7    | 중화인민공화국 (CHN) | 3      | 5      | 2      | 10   |
| 8    | 캐나다 (CAN)         | 3      | 2      | 1      | 6    |
| 9    | 스웨덴 (SWE)         | 3      | 2      | 0      | 5    |
| 10   | 슬로베니아 (SLO)     | 3      | 0      | 2      | 5    |

(*) 혼합팀은 몇몇 종목에서 여러 국가 출신의 선수가 단일팀으로 함께 참가한 팀이다.

## 방송
- 대한민국 - KBS 1TV, KBS 2TV, KBS 24시 뉴스, MBC TV, SBS TV
- 미국 - NBC
- 영국 - BBC
- 일본 - NHK
- 중화인민공화국 - CCTV